# 張福興 (音樂家)
張福興（1888年2月1日—1954年3月5日），台灣苗栗縣人，後定居台北。他是台灣第一位留學日本的音樂家，專長的樂器是小提琴；也培養不少台灣本土音樂菁英。

## 生平
張福興出生於竹南郡頭分庄（今苗栗縣頭份市）。從頭分公學校（現為苗栗縣頭份市頭份國民小學）畢業後，考上台灣總督府國語學校，明治四十年（1907年）畢業。明治四十一年（1908年），他獲得推薦保送上野的東京音樂學校，是台灣首位留日的音樂系學生，學習當時臺灣還沒有的管風琴這項樂器。為了學以致用，張福興在最後一年加修小提琴，他的指導教授為島崎赤太郎:61，同學當中知名的有作曲家信時潔、大提琴家萩原英一:62。

## 職業生涯
1910年返台後，執教於母校，也在臺北二中（今成功中學）兼課。他不但積極培養本土音樂家，也於大正九年（1920年）組成玲瓏會管絃樂團，不定期舉行公開音樂會。
除了教學外，張福興也熱衷採集台灣原住民音樂。大正十一年（1922年)，張福興應臺灣總督府之邀進行原住民音樂調查，他於當年春季前往日月潭調查原住民民歌:131。1922年10月印刷《水社化蕃杵音及歌謠》，並於12月25日出版發行。他的《水社化蕃杵音及歌謠》是台灣第一本原住民音樂作品，他也成為第一位採集整理台灣原住民音樂的台籍音樂家。
1945年，日治時期結束後，他仍繼續從事音樂推廣及教學工作。除了擔任省立師範學校（現為國立臺灣師範大學）音樂系教授外，也主編國民小學的音樂課本，直至退休，仍以採集佛教音樂為己志:121，直至1954年去世為止。

## 傳記及參考資料
- 張福興，《水社化蕃杵音及歌謠》，1922年。
- 莊永明著，〈臺灣近現代第一位音樂家——張福興〉，《臺灣近代名人誌》第一冊，臺北：自立晚報出版社。1990年十二月第一版三刷，第85-91頁。

## 外部連結
- 臺灣音樂群像資料庫：張福興 （页面存档备份，存于）

## 相關詞條
- 台灣日治時期的音樂家(非流行歌曲音樂人)，目前已知的有：江文也、陳泗治、高慈美、李志傳、呂泉生等人士。